# Epicharis binotata
Epicharis binotata är en biart som beskrevs av Heinrich Friese 1924. Epicharis binotata ingår i släktet Epicharis och familjen långtungebin. Inga underarter finns listade i Catalogue of Life.